# Garcinia scaphopetala
Garcinia scaphopetala là một loài thực vật có hoa trong họ Bứa. Loài này được B.L.Burtt mô tả khoa học đầu tiên năm 1936.